# Skärsjö
Skärsjö är en småort i Borlänge kommun belägen i Stora Tuna socken cirka sju kilometer sydost om Stora Tuna kyrka.